# Attomica
Attomica ist eine brasilianische Thrash-Metal-Band aus São José dos Campos, die im Jahr 1985 gegründet wurde, sich 1994 auflöste und seit 2002 wieder aktiv ist. Zwischenzeitlich nannte sich die Gruppe Atomica.

## Geschichte
Die Band wurde im Oktober 1985 von dem Gitarristen João Paulo Francis und dem Schlagzeuger Mário Sanefuji gegründet. Kurze Zeit später stießen der Sänger Laerte Perr und die Brüder Pyda (E-Gitarre) und André Rod (Bass) hinzu und vervollständigten die Besetzung. Es folgten die ersten Auftritte, sowie ein erstes Demo im Jahr 1986, dem sich 1987 das selbstbetitelte Debütalbum über Equinox Discos anschloss. Der Veröffentlichung schloss sich eine Tour durch Brasilien an, nach der der Sänger Perr die Band verließ und durch Fabio Moreira ersetzt wurde. Über Cogumelo Records erschien im Jahr 1989 das zweite Album Limits of Isanity. Mittlerweile hatte Moreira die Band schon wieder verlassen, sodass der Bassist Rod auf dem Album zusätzlich den Gesang übernahm. Nach einer weiteren Tour durch Brasilien, bei der Paulo Giolo als Schlagzeuger tätig war, verließ der Gitarrist Pyda Rod die Besetzung und wurde durch João Paulos Bruder João Márcio Francis ersetzt. Auf dem 1991er Album Disturbing the Noise ist Fabio Moreira zu hören, der zur Band zurückgekehrt war. Das Musikvideo zu Deathraiser wurde in verschiedenen TV-Shows, unter anderem auch auf MTV, ausgestrahlt. Der Veröffentlichung folgten diverse Auftritte, unter anderem auch als Vorband für Kreator bei dessen Auftritten in Brasília und São Paulo. Im Jahr 1994 kam es zur Auflösung der Band.
Die Band wurde im Jahr 2002 neu gegründet, wobei nun Luciano Peru als neuer Sänger tätig war. 2004 wiederveröffentlichte Cogumelo Records eine neu gemasterte Version von Disturbing the Noise, die als Bonus die beiden Live-Lieder Deathraiser und Ways of Death und das Musikvideo zu Deathraiser enthält. Im selben Jahr erschien zudem das Live-Album Back and Alive über Hellion Records, auf dem sich die Gruppe Atomica nannte. Auf dem 2012er Studioalbum 4 nannte sich die Band wieder Attomica. Hierauf ist als neuer Sänger Alex Rangel zu hören.

## Stil
Laut Eduardo Rivadavia von Allmusic spielte man auf dem ersten Demo noch schnell gespielten Heavy Metal mit portugiesischen Texten, ehe man sich danach einer Mischung aus Speed- und Thrash-Metal mit englischen Texten widmete. Limits of Isanity ähnele stark dem Thrash-Metal-Stil aus der San Francisco Bay Area. Laut classicthrash.com spielt die Band auf Attomica klassischen brasilianischen Thrash Metal. Die Lieder seien zwar kraftvoll würden aber auf Dauer langweilig werden. Limits of Insanity sei im Vergleich zum Vorgänger gewöhnlicher und emotionslos, da es den Liedern nun an Energie fehle. Die Lieder seien wenig einprägsam. In Disturbing the Noise gebe es starken Gesang, die Lieder seien wild und energiereich. Die Texten seien stereotyp und dumm, sogar für Thrash-Metal-Standards. Sie würden billige Gewalt und Horrorfilm-Referenzen enthalten. 4 zeige, dass eine Band, auch über 20 Jahre nach der letzten Albumveröffentlichung, einen Tonträger veröffentlichen könne, der kaum einen klanglichen Unterschied zum alten Material biete.
Laut thethrashmetalguide.com spielt die Band auf Attomica aggressiven Thrash Metal im Stil von Gruppen wie Vulcano und Sarcófago. Die Klangqualität sei schlecht, sodass man nur eine Wand aus Geräuschen höre, woraus man am ehesten noch den Gesang erkennen könne, der Black-Metal-artige Shouts seien. Das Lied Lost Time habe ein balladeskes Intro, Flesh Maniac sei moderner Thrash Metal und Samurai sei eine der ersten wirklichen Death-Metal-Kompositionen. Limits of Insanity sei viel maßvoller, sodass man sich frage, ob es sich hierbei noch um die gleiche Band handele. Der größte Unterschied sei vor allem der neue Sänger André Rod. Die Musik sei Thrash Metal, mit Anleihen aus anderen Bereichen des Extreme Metal und auch Power-Metal-Einflüsse seien hörbar. Die Geschwindigkeit der Lieder sei nun langsamer und der musikalische Anspruch höher. Das titelgebende Lied sei sieben Minuten lang. Disturbing the Noise sei weniger Cliché-behaftet als die Vorgänger. Auf dem Album sei Thrash Metal zu hören, der wie eine Mischung aus Sepulturas Beneath the Remains und Slayers Reign in Blood klinge. Zudem klinge es wie das Devastation-Album Idolatry, das im selben Jahr erschienen sei. 4 biete Thrash Metal mit leichten Crossover-Einflüssen und lautem Shouting. Neben schnellen Thrash Metal gebe es auch Lieder wie Black Death, das eine sanfte Mischung aus Power- und Thrash-Metal sei, wie sie schon auf dem Debüt zu hören gewesen sei.

## Diskografie

### Demos
- 1986: Children's Assassin (Eigenveröffentlichung)
- 1990: Attomica (Eigenveröffentlichung)
- 2005: Atomica 2005 (Eigenveröffentlichung) Als Atomica.

### Studioalben
- 1987: Attomica (Equinox Discos)
- 1989: Limits of Insanity (Cogumelo Records)
- 1991: Disturbing the Noise (Cogumelo Records)
- 2002: Back and Alive (Hellion Records) Als Atomica.
- 2012: 4 (Oversonic Music)
- 2018: The Trick (Marquee Records)

### Konzertalben
- 2002: The Blast of Video (DVD; Eigenveröffentlichung)